# Foro di Magendie
Il foro mediano di Magendie è una struttura anatomica di forma irregolare propria del velo midollare inferiore, sottilissima membrana che forma la parete posteriore del tetto del quarto ventricolo (una cavità dell'encefalo compresa tra midollo allungato e ponte di Varolio, anteriormente, e cervelletto, posteriormente).
Il nome trae origine dal fisiologo francese François Magendie che lo scoprì nel 1828.

## Anatomia
Tale foro, insieme ai due fori laterali di Luschka, permette il passaggio del liquido cefalorachidiano dalla cavità del quarto ventricolo allo spazio subaracnoidale (uno spazio compreso tra la pia madre e l'aracnoide delle meningi), e in particolare alla cisterna cerebellomidollare posteriore.
È possibile riscontrare la sua presenza al di sopra di una banderella di sostanza grigia trasversale, l'obex o catenaccio, che segna il punto di confine tra midollo allungato inferiore (chiuso) e midollo allungato superiore (aperto posteriormente).